# Kamienica Instytutu Plastyki AJD
Kamienica Instytutu Plastyki AJD – klasycystyczny budynek położony w Częstochowie przy ul. Dąbrowskiego 14.
Zbudowany w 1907 roku przez Czesława Bagieńskiego, wówczas pod adresem ul. Szkolnej 14. Zlokalizowano w nim pierwotnie prywatne gimnazjum handlowe. W okresie międzywojennym należał do Zarządu Miasta, działała w nim Szkoła Powszechna nr 2, a od 1939 roku także Biblioteka Miejska im. Biegańskiego. Od 1940 roku w budynku funkcjonowały Polskie Szkoły Powszechne nr 2 i nr 14, a po wojnie ponownie szkoła podstawowa nr 2. W późniejszym okresie umieszczono w budynku także Państwową Szkołę Muzyczną, a od lat 70. XX wieku wykorzystywany był przez Wyższą Szkołę Pedagogiczną, późniejszą Akademię im. Jana Długosza, która w 2010 roku przejęła budynek na własność i przeprowadziła jego remont.